# Catallagia ioffi
Catallagia ioffi är en loppart som beskrevs av Scalon 1950. Catallagia ioffi ingår i släktet Catallagia och familjen mullvadsloppor. Inga underarter finns listade i Catalogue of Life.